# Brun lövtimalia
Brun lövtimalia (Illadopsis fulvescens) är en fågel i familjen marktimalior inom ordningen tättingar.

## Utbredning och systematik
Brun lövtimalia delas in i sex underarter med följande utbredning:
- I. f. fulvescens – Kamerun till Kongo och västra Demokratiska republiken Kongo
- I. f. gularis – Sierra Leone till västra Ghana
- I. f. moloneyana – östra Ghana och Togo
- I. f. iboensis – sydvästra Nigeria till västra Kamerun
- I. f. ugandae – centrala och östra Demokratiska republiken Kongo till Sudan, Kenya och Tanzania
- I. f. dilutior – norra Angola

## Status
Arten har ett stort utbredningsområde och beståndet anses stabilt. Internationella naturvårdsunionen IUCN listar den därför som livskraftig (LC).